# شورای کار
شورای کارگری، شورای صنفی یا شورای صنعتی، اتحادیه‌ای از اتحادیه‌های کارگری یا شاخه‌های اتحادیه در یک منطقه معین است. معمولاً آنها اتحادیه‌ها را در یک منطقه جغرافیایی معین، چه در سطح منطقه، شهر، یا استان یا ایالت نمایندگی می‌کنند. آنها همچنین ممکن است بر اساس یک صنعت خاص به جای منطقه جغرافیایی شکل گرفته باشند، به عنوان مثال، در شورای دریایی استرالیا که اتحادیه‌های ساحلی و دریایی درگیر در اختلافات دریایی استرالیا در سال ۱۸۹۰ را هماهنگ کرد.

## تاریخچه
شوراهای کارگری برای رفع نیاز و هماهنگی فعالیت اتحادیه کارگری در یک منطقه جغرافیایی تشکیل شده‌اند. اولین نمونه‌های این شکل سازمان را می‌توان در اصناف صنایع دستی قرون وسطایی و سالن‌های صنایع دستی که در شهرهای اروپایی توسعه یافتند، یافت. نمونه‌ای از این تالار تجاری تاریخی گلاسکو است که در آن ۱۴ تجارت ترکیبی چکش‌کاران، خیاطان، کوردینرها، مالت‌کاران، بافندگان، نانواها، پوست‌کاران، رایت‌ها، کوپرها، فلشرها، ماسون‌ها، باغبانان، آرایشگران، کلاه‌سازان و رنگرزان اعضای سالانه را انتخاب می‌کنند. خانه تجارت:
خانه تجارت گلاسکو در زمان اصلاحات حکومت محلی گلاسکو در سال ۱۶۰۵ ایجاد شد. در آن زمان رأی دهندگان اساساً به دو گروه بازرگانان و پیشه‌وران تقسیم می‌شدند. این شامل رهبران صنایع دستی و بدنی است که ما اکنون به عنوان خانه تجارت می‌شناسیم.